# Nadine Redlich
Nadine Redlich (* 1984 in Düsseldorf) ist eine deutsche Illustratorin und Cartoonistin. Sie lebt und arbeitet in Düsseldorf.

## Werdegang
Redlich hat an der Fachhochschule Düsseldorf studiert und 2010 mit einer Arbeit mit dem Titel „Das Internet“ abgeschlossen. Während des Studiums begann sie, freiberuflich als Zeichnerin zu arbeiten. Ihr erstes Buch („Ambient Comics“) erschien 2014.
Zu Redlichs Auftraggebern gehören seit 2016 wiederkehrend die Zeit, seit 2017 die New York Times und die Süddeutsche Zeitung. 2018 war sie auch für Le Monde und für Google tätig und war „Artist in Residence“ im Atelierhaus Salzamt in Linz.
Im Jahr 2019 löste sie den Zeichner und Schriftsteller Janosch als Kolumnistin im Zeit-Magazin ab. Bis 2023 gestaltete sie hier die Kolumne „Fast überhört“.

## Auszeichnungen
- 2023 Sondermann-Preis für Komische Kunst (Förderpreis)

## Werke
- Ambient Comics, Taschenbuch, Rotopol, 2014, ISBN 978-3-940304-92-6
- Ambient Comics II, Taschenbuch, Rotopol, 2015, ISBN 978-3-940304-95-7
- Paniktotem, Taschenbuch, Rotopol, 2016, ISBN 978-3-940304-56-8
- Ambient Comics, Sammelband mit einem Vorwort von Nicolas Mahler, Rotopol, 2017, ISBN 978-3-940304-57-5
- I Hate You – You Just Don’t Know It Yet, Taschenbuch, Rotopol, 2018, ISBN 978-3-940304-16-2
- Stones, Taschenbuch, Rotopol, 2021, ISBN 978-3-96451-006-8
- Doing the Work, Taschenbuch, Rotopol, 2024, ISBN 978-3-96451-045-7

## Ausstellungen
- „Ambient Comics“, Comicfestival Hamburg 2.–5. Oktober 2014
- „Dogs“, KABINETT comic passage, Wien 7. April – 13. Juli 2016[8]
- Einzelausstellung „Paniktotem“, Galerie Ninasagt, Düsseldorf 14. Mai – 18. Juni 2016[9]
- Nextcomic-Festival Linz, Literaturcafé Stifterhaus 16. März – 30. Dezember 2018[10]
- „Redlich & Mahler“, Comicfestival Hamburg 5.–7. Oktober 2018[11]